# Polygala jacobii
Polygala jacobii är en jungfrulinsväxtart som beskrevs av Chandrabose. Polygala jacobii ingår i släktet jungfrulinssläktet, och familjen jungfrulinsväxter. Inga underarter finns listade i Catalogue of Life.